# کبد چرب
کبد چرب یا جگر چرب (به انگلیسی: Fatty liver) در پزشکی حالتی برگشت‌پذیر از تجمع واکوئول‌های چربی در سلول‌های کبدی است که با التهاب کبد مشخص می‌شود که بین اکثر مردم به عنوان تنبلی کبد معروف است.
این حالت ممکن است در افرادی که الکل مصرف می‌کنند ایجاد شود، ولی در ایران این بیماری علل دیگر دارد و «کبد چرب غیرالکلی» نامیده می‌شود. فرم غیرالکلی این بیماری در تعدادی از اختلالات بالینی مانند دیابت، چاقی و سوء تغذیه رخ می‌دهد.
وجود چربی در کبد طبیعی است، اما اگر این میزان از چربی بیش از ۵ تا ۱۰ درصد وزن کل کبد شود، فرد به بیماری کبد چرب دچار شده‌است.
این بیماری نشانهٔ خاصی ندارد اما بعد از رعایت نکردن و پیشروی این بیماری در کبد باعث سوءهاضمه شود.
رسوب چربی در کبد را کبد چرب می‌نامند. مصرف الکل می‌تواند باعث این بیماری شود. البته افراد غیر الکلی هم به دلایل مختلف از جمله چاقی، مصرف غذاهای آماده و غذاهای چرب، عدم فعالیت فیزیکی و مصرف مواد نامناسب غذایی ممکن است به این بیماری دچار شوند؛ بنابراین با توجه به موارد بالا این بیماری در حال افزایش است. این عارضه گاهی به علت مصرف برخی داروها می‌باشد که باعث رسوب چربی در کبد می‌شود.

## انواع
- کبد چرب غیرالکلی(NAFLD):این بیماری زمانی رخ می‌دهد که کبد در شکستن چربی‌ها دچار مشکل شده و با جمع شدن چربی در بافت‌های کبد، فرد دچار کبد چرب می‌گردد. انواع این بیماری با مصرف الکل مرتبط نبوده و زمانی مشخص می‌شود که ۱۰ درصد یا بیشتر وزن کبد حاوی چربی باشد. این بیماری خود نیز به چند دسته تقسیم شده و در شدیدترین مراحل باعث سیروز کبدی یا زخم و سپس نارسایی کبدی می‌گردد.[۲]
- کبد چرب الکلی(AFLD): این بیماری جزء اولین مرحله‌های بیماری‌های کبدی مربوط به الکل است. کبد با مصرف زیاد الکل صدمه دیده و قادر به شکستن چربی‌ها نیست. اگر فرد از مصرف الکل خودداری نماید، این نوع کبد چرب کم‌کم درمان می‌گردد، اما در صورت ادامه به مصرف الکل فرد ممکن است دچار سیروز کبدی گردد.[۲]
- کبد چرب بارداری: هرچند این نوع از کبد چرب خیلی نادر بوده، با این حال جمع شدن چربی در هنگام بارداری می‌تواند خطراتی جدی هم برای مادر و هم برای جنین داشته باشد. این بیماری می‌تواند باعث نارسایی کبدی، نارسایی کلیه، عفونت شدید یا خون‌ریزی شود. هرچند دلیل این بیماری کاملاً شناخته نشده اما دانشمندان معتقدند این بیماری با هورمون‌های این دوران در ارتباط است. علایم این بیماری در سه ماه سوم رخ داده و شامل حالت تهوع، استفراغ، درد در قسمت بالایی سمت راست شکم، زردی و کسالت عمومی می‌باشد. زنان باردار باید آزمایش‌های لازم را برای اطلاع از این بیماری انجام دهند، اکثر زنان پس از زایمان شروع به بهبود می‌نمایند.[۲]

### کبد چرب به ۴ گرید از نظر میزان پیشرفت دسته‌بندی می‌شود.
- گرید ۱ کبد چرب ساده‌ترین نوع آن است که دلیل آن خوردن مواد غذایی ناسالم است. البته این گرید با افزایش فعالیت‌های روزانه و تغذیه سالم کاملاً برطرف می‌گردد.
- گرید ۲ کبد چرب در این حالت وضعیت بیمار کمی سخت‌تر و پیچیده‌تر می‌شود این حالت از کبد چرب، رژیم غذایی خاص خود را نیز دارد.
- گرید ۳ کبد چرب تنها با بهبود سبک زندگی قابل درمان خواهد بود ورزش، تغذیه مناسب (کاهش مصرف انواع گوشت، فست فودها، چربی‌ها و غذاهای چرب و…) کاهش استرس و دیگر موارد. البته این هشداری است برای افراد دارای کبد چرب گرید ۲ و ۱ که در درمان بیماری خود سهل انگاری می‌کنند.
- گرید ۴ کبد چرب که به سیروز کبدی معروف است، در صورت اقدام نکردن برای بهبود بیماری پیوند کبد برای فرد احتیاج می‌شود.

## همه‌گیری‌شناسی
اغلب بیماران ۴۰ تا ۶۰ سال سن داشته و بیماری در زنان شایع‌تر است. کبد چرب در کودکان با سن بالاتر از ۱۰سال نیز می‌تواند ایجاد شود. این اختلال کبدی مزمن بوده و برای سال‌ها پایدار خواهد ماند.
به اعتقاد متخصصان گرچه اکنون نخستین عامل نارسایی کبد، هپاتیت است اما طبق آمار در آینده اولین خطری که کبد را تهدید می‌کند، بیماری کبد چرب خواهد بود. بیماری کبد چرب در پی مصرف انرژی بیش از حد الکل، چاقی، تنبلی و کم بودن ورزش و فعالیت، بروز پیدا می‌کند و درجه‌بندی دارد. وجود چربی در کبد هر انسانی طبیعی است اما اگر کبدی دارای ۵ تا ۱۰ درصد چربی باشد کبد چرب نامیده می‌شود.
در ایران شیوع کبد چرب به شدت در حال افزایش است که علت اصلی آن چاقی و سبک زندگی کم تحرک و بدون تحرک است. روند بیماری کبد چرب در ایران نگران کننده است و نیاز است با اقدامات درمانی و پیشگیرانه از این مساله جلوگیری کرد.

## مهمترین علل و دلایل ابتلا به کبد چرب
اگر مقدار چربی در کبد بیش از5%وزن کبد باشد،فرد مبتلا به کبد چرب است.علت اصلی بروز کبد چرب ناشناخته است، ولی تعدادی از اختلالات بالینی معین به عنوان علل زمینه‌ای شناخته شده‌اند. هشتاد درصد بیماران مبتلا به کبد چرب چاق هستند.
دیابت و بالا بودن چربی‌های خون نیز از علل زمینه‌ای آن می‌باشند. عوامل مختلفی که باعث تغییر متابولیسم در بدن می‌شوند، شامل کاهش ناگهانی وزن، سوء تغذیه، تغذیه وریدی
انجام بعضی از جراحی‌های شکم شامل برداشتن کیسه صفرا، برداشتن قسمتی از روده یا معده، جراحی روی لوزالمعده و مصرف بعضی از داروهای خاص شامل هورمون استروژن، کورتون (استروئیدها، آمیودارون، تاموکسی فن، والپروات سدیم) نیز از علل زمینه‌ساز کبد چرب هستند. در کودکان اختلالات مادر زادی شامل سوء جذب چربی‌ها، سیستیک فیبروزیس وبیماری ویلسون با کبد چرب همراه هستند.
طیف گسترده‌ای از بیماری‌ها مانند کلسترول بالا، سطح بالای تری گلیسیرید در خون، سندرم متابولیک، چاقی (به ویژه هنگامی که چربی در شکم متمرکز است)، سندرم تخمدان پلی کیستیک، آپنه، دیابت نوع ۲، کم‌کاری تیروئید (hypothyroidism)، کم‌کاری غده هیپوفیز (hypopituitarism)، خطر ابتلا به بیماری کبد چرب غیرالکلی را افزایش می‌دهند.
به‌طور کلی می‌توان عوامل ایجاد این بیماری را به شرح زیر عنوان کرد: رژیم غذایی نادرست، استرس درونی و نهفته، مصرف دارو بیش از حد معمول، مصرف لووستاتین‌ها و غذاهای فست فودی (سوسیس، کالباس، سس، پیتزا و…)
متخصصان اعتقاد دارند که شیوه ناصحیح زندگی و تبعات آن از قبیل چاقی و اضافه وزن در ابتلا به کبد چرب در بین سنین مختلف دخیل است؛ داشتن شیوه زندگی صحیح، داشتن وزن ایدئال و مناسب، انجام فعالیت‌های بدنی روزانه، پیروی از رژیم غذایی سالم، پرهیز از مصرف غذاهای چرب و سرخ کردنی و دوری از استرس از جمله راه‌های درمان این بیماری است.
دلیل ابتلا به کبد چرب در افرادی که نوشیدنی های الکلی نمی نوشند زیاد مشخص نیست. در این افراد ممکن است چربی بیش از حد بدن یا عدم متابولیزه شدن چربی باعث ایجاد این بیماری شود. در صورتی که نوشیدنی های الکلی مصرف نمی کنید اما به این بیماری مبتلا شده اید بهتر است دلایل زیر را مورد بررسی قرار دهید. یکی از این دلایل ممکن است باعث ابتلا شما به این بیماری شده باشد.
⦁ چاقی
⦁ ابتلا به دیابت نوع دو
⦁ مقاومت نسبتا بالای بدن در مقابل انسولین
⦁ سطوح بالای چربی به ویژه تری گلیسرید در خون
⦁ سندروم متابولیک
از دیگر دلایل بالقوه ایجاد این بیماری در افراد می توان به موارد زیر اشاره کرد:
⦁ بارداری
⦁ عوارض جانبی برخی از داروها
⦁ ابتلا به برخی از عفونت ها همچون هپاتیت
⦁ وجود برخی از شرایط ژنتیکی نادر 23.

## تشخیص
اکثر مبتلایان دارای علامت نیستند، گاهی فرد از درد شکم در ناحیه کبد احساس درد و پری می‌نماید و به ندرت احساس ناراحتی در قسمت فوقانی و راست شکم و خستگی وجود دارد. گاهی به دنبال بررسی‌های اتفاقی آزمایشگاهی (مانند بررسی‌های استخدامی) کشف می‌شود. در بررسی‌های معمولی، آنزیم‌های کبدی افزایش یافته‌اند و در صورت شک به این اختلال اقدام‌های بعدی برای کشف علت زمینه‌ای و بررسی سایر علل بیماری کبدی ضروری است. آزمایش‌های لازم برای قند و چربی‌های خون و همچنین برای ویروس‌های هپاتیتی ضروری است. با مطالعات تصویربرداری مانند سونو گرافی، تجمع چربی در کبد نشان داده می‌شود. همچنین به تازگی آزمایش فیبروتست به منظور بررسی میزان فیبروز انجام می‌شود. اگر تمامی راه‌های منتهی به تشخیص میسر نباشد و نیز گاهی برای اثبات تشخیص، نمونه برداری از کبد و مطالعه میکروسکوپی بر روی آن لازم است، ولی گاهی نمونه برداری انجام نمی‌شود و بیمار به مدت ۶ ماه تا یک سال از نزدیک زیر نظر گرفته می‌شود تا طبیعی شدن آنزیم‌های کبدی به دنبال درمان اختلالات زمینه‌ساز اثبات گردد.

## درمان
برای درمان و بهبود کبد چرب باید اختلالات زمینه‌ساز درمان شوند. در حال حاضر درمان بر روی مهار مشکلات طبی و اختلالاتی که زمینه‌ساز کبد چرب هستند، متمرکز است. داروهای مختلفی مانند متفورمین برای درمان کبد چرب عرضه شده‌اند که تأثیر قطعی آن‌ها ثابت نشده‌است.
کاهش سی درصدی کالری مصرفی، ورزش روزانه و مصرف مرتب میوه و سبزیجات اثرات مفیدی بر روی این بیماری دارند. کاهش تدریجی وزن در افراد چاق لازم و مفید است، ولی کاهش ناگهانی وزن، این اختلال را تشدید می‌کند. در کبد چرب مقاومت به انسولین شایع بوده و داروهایی که مقاومت به انسولین را درمان می‌کنند مانند متفورمین موجب بهبود آنزیم‌های کبدی می‌شوند. ویتامین E با دوز ۴۰۰میلی‌گرم در روز باعث کاهش آسیب به سلول‌های کبدی و بهبود آنزیم‌های کبدی می‌شود، ولی چون با خطر افزایش بیماری‌های قلبی همراه است، مصرف دراز مدت آن توصیه نمی‌شود. در کودکان علل زمینه‌ای شامل دیابت، سوء جذب چربی، چاقی، ماراسموس، کواشیورکور، بیماری ویلسون، سیستیک فیبروزیس، باید مهار و درمان شود.

## ۱۵ گیاه دارویی برای درمان کبد چرب
معمولاً استفاده از طب سنتی و گیاهان دارویی برای درمان کبد چرب بسیار مفید می‌باشد. طبق تحقیقات اخیر ۱۵ گیاه دارویی شناسایی شده‌است که برای پاکسازی و درمان کبد چرب می‌توان مورد استفاده قرار داد. این گیاه دارویی عبارتند از:
زنجبیل - زردچوبه - قارچ - کاهو - زنبق - جلبک دریایی - کلم بروکلی - کلم بروکسل - آووکادو - نارگیل - ریشه گیاه بابا آدم - چای سبز - گیاه خار مریم - اکیناسه - کاسنی - برینگراج - بومی آملا

در بین گیاهان نام برده، گیاه خواهر مریم ماریتیغال ، از دوران یونان باستان جهت بهبود ناراحتی‌های کبد و صفرا شناخته شده‌است. فلاونوئیدهای اصلی این گیاه که شامل سیلی بین، سیلی کریستین و سیلی دیانین است در مجموع به نام سیلیمارین معرفی شده‌اند. سیلیمارین با القای بازسازی کبد، اثرات ضد التهابی، اثرات ضد فیبروتیکی و اثرات آنتی‌اکسیدانی کمک به بهبود هپاتیت A, B و C، کبد چرب، سیروز کبدی و یرقان می‌شود.

## عوارض و عواقب
در اکثر بیماران مبتلا به کبد چرب، مشکل جدی برای کبد ایجاد نمی‌شود. کبد چرب از نظر بالینی یک اختلال پایدار و ساکت شناخته شده و در بیشتر موارد سبب اختلال شدیدی در کبد نمی‌شود و با درمان بهبود می‌یابد؛ ولی در تعداد اندکی از بیماران با گذشت زمان بافت جوشگاهی و فیبروز در کبد ایجاد شده و در نهایت سیروز و نارسایی کبد ایجاد می‌شود. چون پیش‌بینی مسیر بیماری در یک فرد و این که در کدام بیمار پیشرفت خواهد کرد، مشکل است، درمان و کنترل آن برای همه مبتلایان الزامی است.
بیماران کبد چرب در ریسک عوارض قلبی و عروقی و کلیوی نیز هستند. این افراد احتمال ابتلا به دیابت نوع 2 بیشتری نسبت به سایر افراد دارند و به منظور پیشگیری از ایجاد این عوارض باید مکررا مورد ارزیابی و درمان قرار گیرند.